# ベルギー亡命政府 (第二次世界大戦)

ロンドンのベルギー政府
Gouvernement belge à Londres  (フランス語)
Belgische regering in Londen  (ドイツ語)

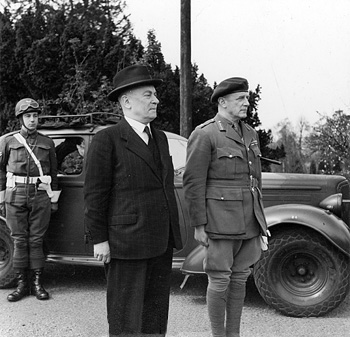
ユベール・ピエルロ（左）、亡命政府の首相、1944年4月

第4次ピエルロ政権としても知られるロンドンのベルギー政府（フランス語: Gouvernement belge à Londres、オランダ語: Belgische regering in Londen）は、第二次世界大戦期の1940年10月から1944年9月までのベルギーの亡命政府であった。政府はカトリック党と自由党、労働党出身の閣僚が関わる3党政治であった。1940年5月にナチス・ドイツがベルギーに侵攻すると、ユベール・ピエルロ首相のベルギー政府は、初めフランスのボルドーに逃げ、それから連合国に対してベルギー唯一の正当な代表として確立するロンドンに逃げた。
最早自国に権限がないとはいえ、政府はベルギー領コンゴを統治し、戦後の再建について他の連合国と交渉を行った。戦時中の亡命政府が行った合意にベネルクス関税同盟の創設や国際連合へのベルギーの加盟があった。政府はベルギー亡命軍にも影響力を発揮し、地下抵抗運動とのつながりを維持しようと試みた。

## 背景
政治的にベルギーの政治は、通常ベルギー労働党（POB-BWP）や自由党と連立を組みながら戦間期はカトリック党に支配されていた。1930年代はベルギー国内でもファシズム政党の人気が高まり、最も知られたところではレクシズムが11％の得票で1936年の選挙で頂点に達した。1930年代前半からベルギーの外交政策と国内政策は、中立政策に支配されていて、国際条約や同盟を離脱し、イギリスやフランス、ドイツのいずれとも良い外交関係を維持しようと試みた。
この政策にもかかわらずベルギーは1940年5月10日にドイツ軍に警告なしに侵攻された。18日戦争後、ベルギー軍は5月28日に降伏し、ベルギーはドイツ軍政府の支配下に置かれた。60万から65万人のベルギー人男性が（ベルギーの男性人口の約20％）戦闘に動員されていた。
王室が政府と一緒に亡命したオランダやルクセンブルクと違い、レオポルド3世王は（政府の助言とは反対に）自分の軍と一緒にドイツに降伏した。降伏する前に決して現実のものにならなかったが伝えられるところでは親ナチス派の社会主義者アンリ・ド・マンの下で新政権を樹立することを試みた。戦争の残りの期間自宅軟禁されてドイツの捕虜になった。政府はフランスの亡命先からちょっとの間ドイツ当局と交渉を試みたが、ドイツ当局はベルギー政府職員がベルギーに戻ることを禁ずる布告を発布し、対話は禁止された。

## ロンドンで政権樹立

### フランスへの避難

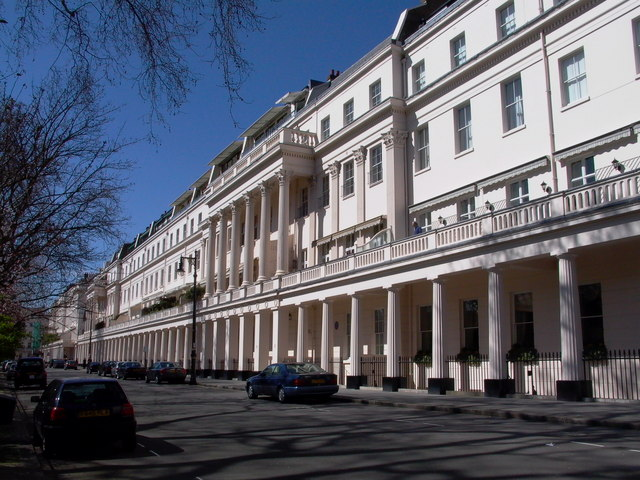
政府が1940年に樹立され1944年9月まで存続したロンドンのイートン広場の北側

フランスのベルギー政府は、戦いを続けるフランス帝国に対するフランスのポール・レノー政権に続くつもりでいた。政府は短期間フランス政府の圧力の下レオポルドの降伏を公然と非難したリモージュに作られた。軍事政権が貴族で経験を積んだ兵士のアレクサンダー・フォン・ファルケンハウゼン将軍の管理下に置かれた。しかしレノーが親ドイツ派のフィリップ・ペタンに置き換わると、この案は廃止された。新しいヴィシー政権からの敵愾心がある一方で、ピエルロ政権はフランスに留まった。1940年9月16日の手紙で、ペタン政権は当時依然としてボルドーにいるベルギー政府の解体を要求した。
これまでしばらくの間、純粋に机上の存在であった、フランスにて活動中のベルギー政府は自主的に解散することになるだろう。
メンバーはフランスに一私人としてとどまるだろうし、海外に移動するだろう。決定は、ドイツに占領された国の外交的任務を抑圧する一環であり、帝国によりフランス政府にその必要性を指摘されてきたものである。—ヴィシー政権からの手紙（1940年9月16日）

### ロンドンへ移動
ピエルロの政府が依然フランスにいる一方で、ベルギーの保健相マルセル＝アンリ・ジャスパールは、6月21日にロンドンに到着した。ジャスパールはピエルロ政権はドイツに降伏するつもりでいると考えていて、それを阻止することを決心していた。ジャスパールはシャルル・ド・ゴールと会談し、6月23日に英国放送協会のラジオで個人的に戦いを続ける代替政権を組織しようとしていると述べる演説を行った。その立場はボルドーのピエルロ政府から非難され、ロンドンのベルギー大使エミール・ド・カルティエ・ド・マルシエンヌから冷たい扱いを受けた。他の所謂「ロンドン叛徒」と共にアントウェルペンの社会主義バーゴマスターカミーユ・ユイスマンスが加わったジャスパールは、1940年7月5日に政権を樹立した。しかしイギリスはジャスパール・ユイスマンス政権を承認するのに気乗りがしなかった。
ピエルロ政府の権威に対する挑戦は、政権を行動に駆り立てた。ピエルロの植民地担当大臣アルベール・ド・ヴレースカウヴァーはジャスパール・ユイスマンス政権が樹立された同じ日にロンドンに到着した。ベルギー本国以外で法的力を有するベルギー唯一の閣僚として、自分自身の主導権を握ってほどなく到着したカミーユ・ギュットと共にド・ヴレースカウヴァーはロンドンでイギリスの承認を得て臨時の「二人政権」を樹立できた。二人は参加する為にフランスから移動途中にフランコ体制下のスペインで拘束されていたポール＝アンリ・スパークとピエルロを待った。ピエルロとスパークがロンドンに到着した1940年10月22日が、ベルギーの最後の公選首相という正統性をもった「公式の」政府となる「四人政権」時代の始まりとなった。イギリス政府はベルギーの大臣の多くや政府自体の正統性や規模に不信があったが、首相の到着を以て消極的に受け入れた。
ベルギー政府の大部分は、戦前にベルギー大使館があったロンドンのベルグレイヴィア地区のイートン広場に落ち着いた。他の政府部門は、ホバート宮殿やベルグレーヴ広場、ナイツブリッジ近くに落ち着いた。ベルギー政府の事務所は、ウィルトンクレセントのルクセンブルクやピカデリーのオランダなどの他の亡命政府の近くにあった。
1940年12月までにイギリスは「四人政権」を他の亡命政府と同じ立場で合法的な代表として承認した。
陛下の政府は、4人のベルギー人大臣により構成されるロンドンのベルギー政府を、ベルギーの正統で合憲的な政府であり、ベルギーの主権国家の名において全権を行使するものとして適格であると見なす。

## 構成
当初は閣僚は4人であったが、政府は間もなく多くの人が参加した。亡命政府には数多の政府部門に政治家や公務員の双方がいた。殆どは植民地省や財務省、外務省、防衛相に集中していたが、多くは最小限の職員がいた。1941年5月までに最大でロンドンの政府では約750人が働いていた。

### 「四人政府」

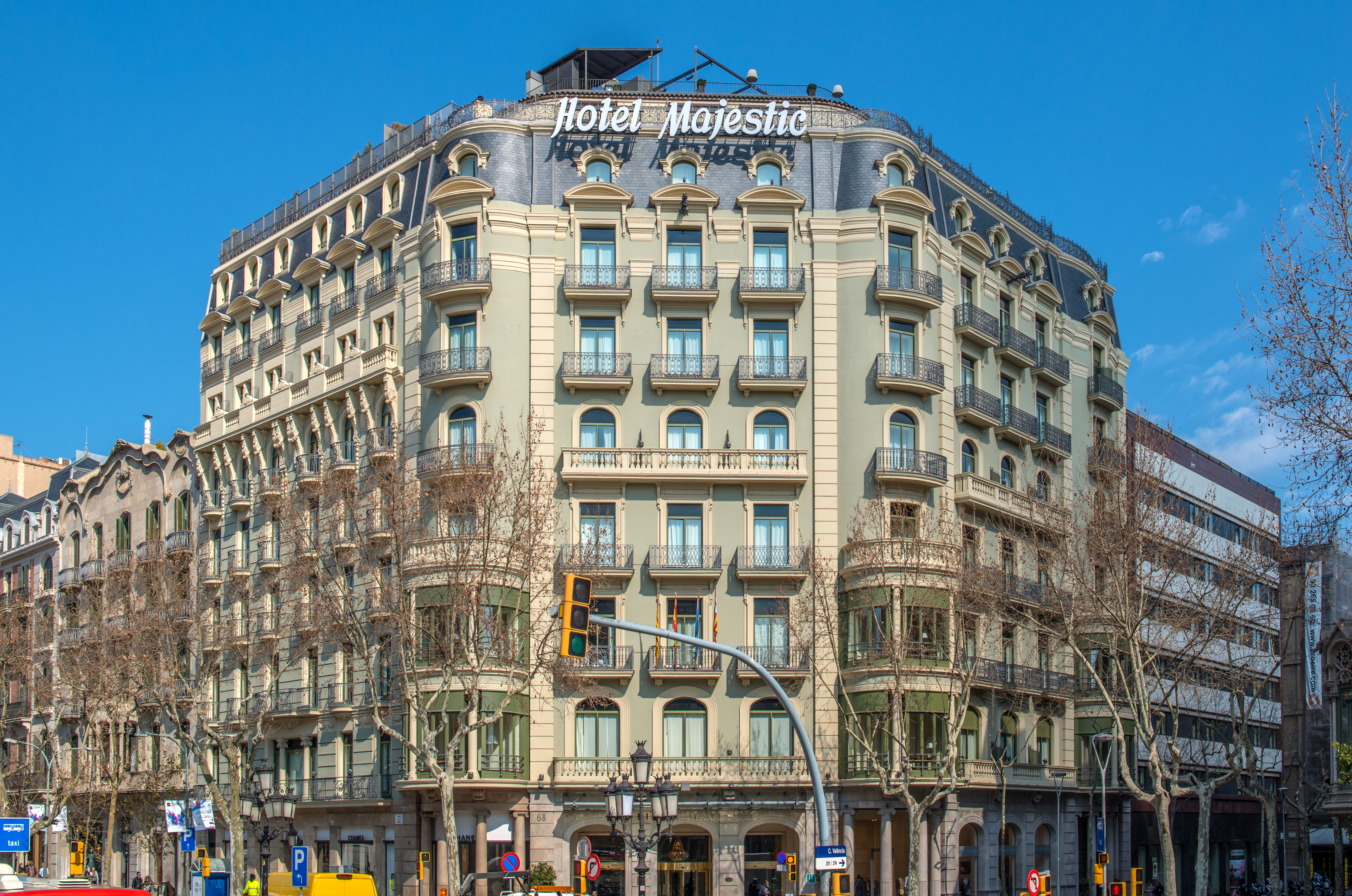
バルセロナのマジェスティックホテル。ピエルロとスパークは、1940年秋にホテルでスペイン警察の監視から抜け出して、イギリスに逃亡した。このことは建物の銘板により記念されている。

| [ 5 ] | [ 5 ] | 大臣職                  | 氏名                               | 政党                 |
| ----- | ----- | ----------------------- | ---------------------------------- | -------------------- |
|       |       | 首相–公教育及び国防担当 | ユベール・ピエルロ                 | カトリック党         |
|       |       | 外務、情報及び宣伝担当  | ポール＝アンリ・スパーク           | POB-BWP              |
|       |       | 財務及び経済担当        | カミーユ・ギュット                 | なし(テクノクラート) |
|       |       | 植民地及び司法担当      | アルベール・ド・ヴレースカウヴァー | カトリック党         |

### 無任所大臣

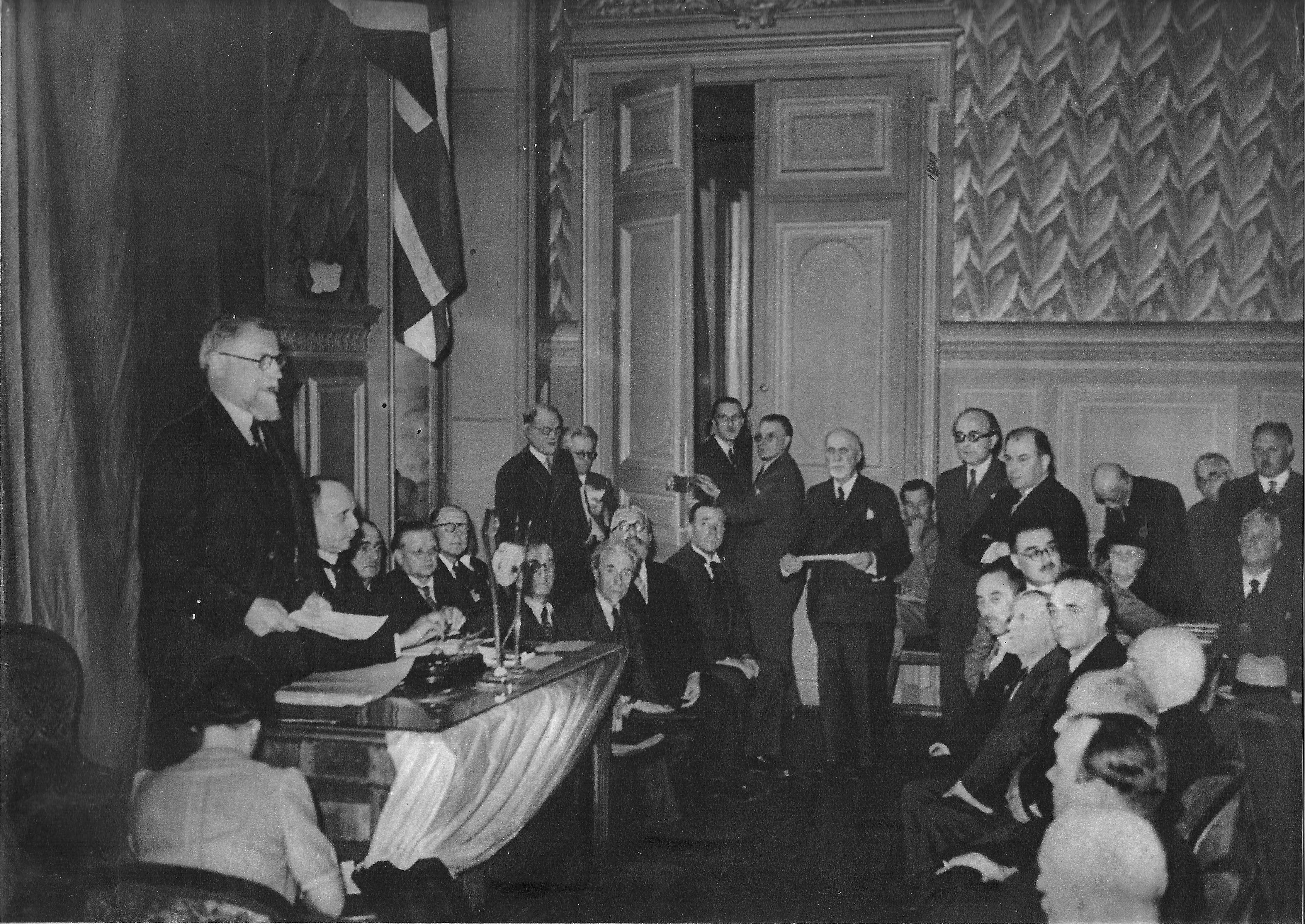
フランス滞在中の代議院議長フランス・ヴァン・コーヴラール（1940年6月）。ニューヨークで政府の他の人から離れて戦争時代を過ごした。

| [ 15 ] | [ 15 ] | 氏名                                          | 政党                 |  |  | 氏名                                                   | 政党         |
| ------ | ------ | --------------------------------------------- | -------------------- |  |  | ------------------------------------------------------ | ------------ |
|        |        | アンリ・デニ                                  | なし(テクノクラート) |  |  | シャルル・ダスプルモン・リンデン                       | カトリック党 |
|        |        | ポール・エミーユ・ジャンソン † （1943年まで） | 自由党               |  |  | アルトゥール・ヴァンデルポールテン † （1943年1月まで） | 自由党       |
|        |        | レオン・マターニュ                            | POB-BWP              |  |  | アウグスト・デ・シュリヴェル （1943年5月3日まで）      | カトリック党 |
|        |        | ウジェーヌ・スーダン                          | POB-BWP              |  |  |                                                        |              |

### 変更
- 1942年2月19日
  - ジュリウス・オスト（英語版）（自由党）が公教育担当次官になる[15]。
  - アンリ・ロラン（英語版）（POB-BWP）が国防担当次官になる[16]。
  - ギュスターヴ・ジョアサール（オランダ語版）（テクノクラート）が難民援助、労働及び社会福祉担当次官になる[15]。
- 1942年10月2日
  - アントワーヌ・デルフォス（オランダ語版）（カトリック党）が司法、情報及び宣伝相になる[15]。
  - アンリ・ロラン（英語版）（POB-BWP）が自由ベルギー軍における小規模な反乱の余波で国防担当次官を辞任する[16]。その仕事は現在の肩書に加えて国防大臣になるユベール・ピエルロに引き継がれた[16]。
- 1943年1月
  - アルトゥール・ヴァンデルポールテン（英語版）（自由党）はロンドンに移動した政府に従わず、フランスでドイツに逮捕された[15]。後にベルゲン・ベルゼン強制収容所で死去することになる。
- 1943年5月3日
  - アウグスト・デ・シュリヴェル（英語版）（カトリック党）が無任所大臣を務めた後内務及び農業大臣になる[15]。
- 1943年4月6日
  - アウグスト・バルタザール（オランダ語版）（POB-BWP）が公共工事及び運輸大臣になる[15]。
- 1943年7月16日
  - ギュスターヴ・ジョアサール（オランダ語版）（テクノクラート）が難民援助、労働及び社会福祉担当次官を辞任する[15]。
- 1943年9月3日
  - ジョゼフ・ボンダス（オランダ語版）（POB-BWP）が難民援助、労働及び社会福祉担当次官になる[15]。
  - ラウル・リシャール（オランダ語版）（テクノクラート）が補給物資担当次官になる[15]。
- 1943年3月30日
  - ポール・チョッフェン（オランダ語版）（カトリック党）が国務大臣（英語版）になる[15]。
- 1944年6月6日
  - ポール・チョッフェン（オランダ語版）（カトリック党）が国内問題（英語版）担当使節団代表になる[15]。

## 役割
亡命政府は国民政府の機能を果たすものと思われたが、「ベルギーの名前で語る資格を与えられた全てである合法的で自由なベルギーに残る全てはロンドンにある」と意見を述べるポール＝アンリ・スパークを引っ張るベルギーの関心事も連合国に対して代表していた。
ランスロット・オリファント大使の下でイギリスの外交使命は、亡命政府に参加することであった。1941年3月、アメリカもベルギー、オランダ、ポーランド、ノルウェーの亡命政府にアメリカ合衆国を代表するアンソニー・ビドル・ジュニア大使を送った。ソビエト連邦は（当時有効な独ソ不可侵条約に酷く影響されて）1941年5月にベルギーとの外交関係を破棄したが、バルバロッサ作戦の余波で亡命政府に公使館を再開し、結局1943年に在外公館の格上げを行った。

### ベルギー難民

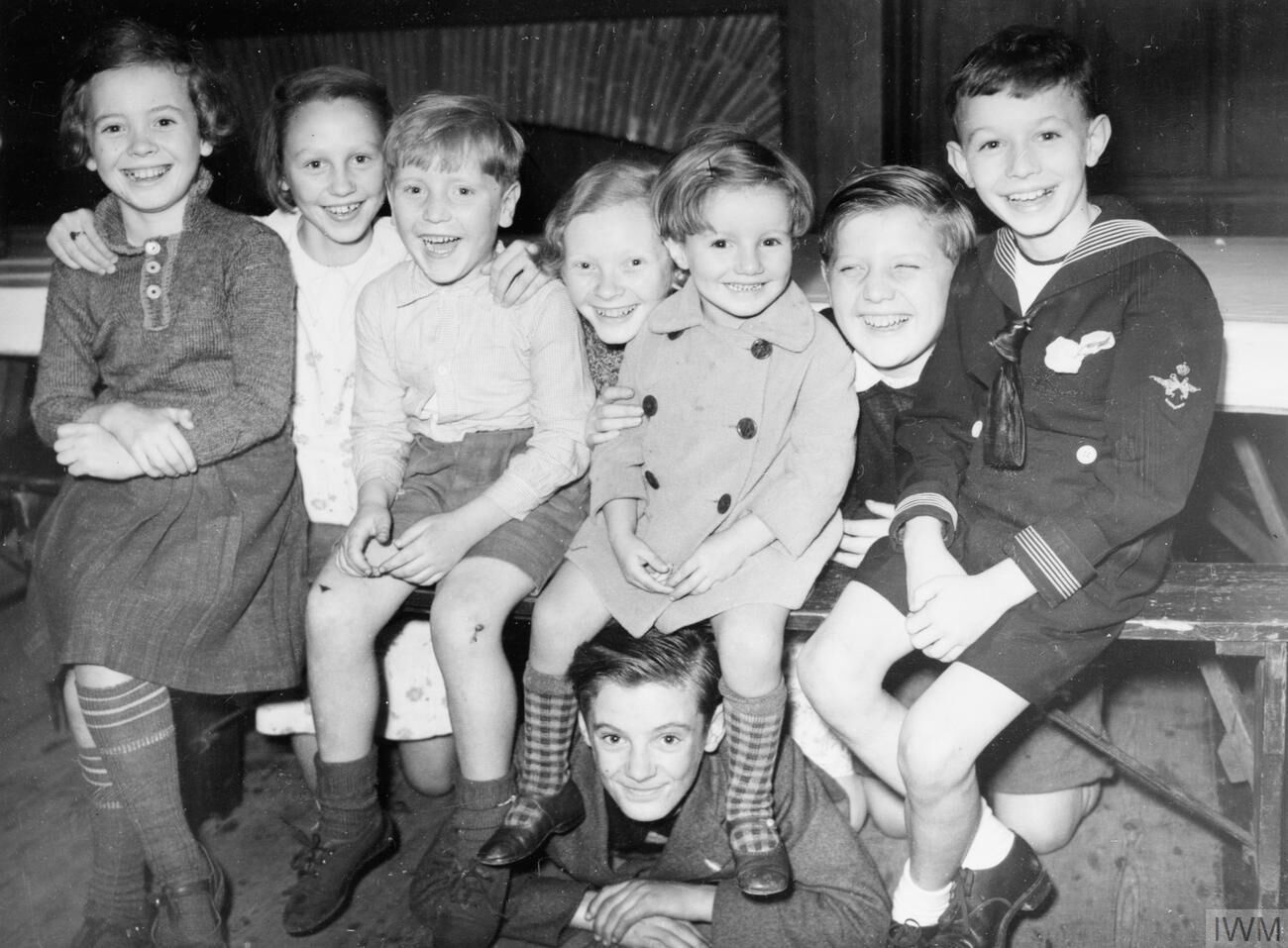
1940年のロンドンのベルギー難民の子供達

1940年の亡命政府に直面する最も緊急の憂慮の一つは、イギリスのベルギー難民の状況であった。1940年までに少なくとも15000人のベルギー市民がイギリスに到着し、その多くが資産を持っていなかった。難民はイギリス政府が扱っていたが、1940年9月、政府はイギリスのベルギー人に物資援助や雇用を提供する中央難民部を創設した。
ベルギーが1940年に連合国を裏切ったとの信念からイギリス大衆は1940年のベルギー難民に並々ならぬ敵意を抱いた。イギリスの世論調査プロジェクトであるマス・オブザベーションのレポートは、イギリスにおける「ベルギー難民に対する悪感情の増加」を記しており、それはレオポルド3世の降伏決定に密接に関連していた。
政府はベルギー難民に対する社会・教育・文化に関する機関の提供にも関わった。1942年、政府はロンドンのベルギー難民社会を扱うロンドンのベルギー協会創設を発起した。1943年までにペンリスやブレーマー、キングストン、バクストンに学童330人を有するイギリスのベルギー人学校4校があった。

### 自由ベルギー軍
フランスのラジオ放送でベルギーが降伏して間もなくピエルロは戦いを続けるために亡命軍を創設することを呼び掛けた。
政府の呼び掛けに応える同じ若々しい勇気とともにフランスやイギリスのベルギー軍を再結成しながら新たな軍が召集され組織される。連合軍と共同で調和し…全軍が我々のものとなった運動に置かれる。…速やかに重要な方法で支援を与える部隊と連合し続ける連帯を保証することが重要である。…—ユベール・ピエルロ、フランスのラジオでの演説、1940年5月28日

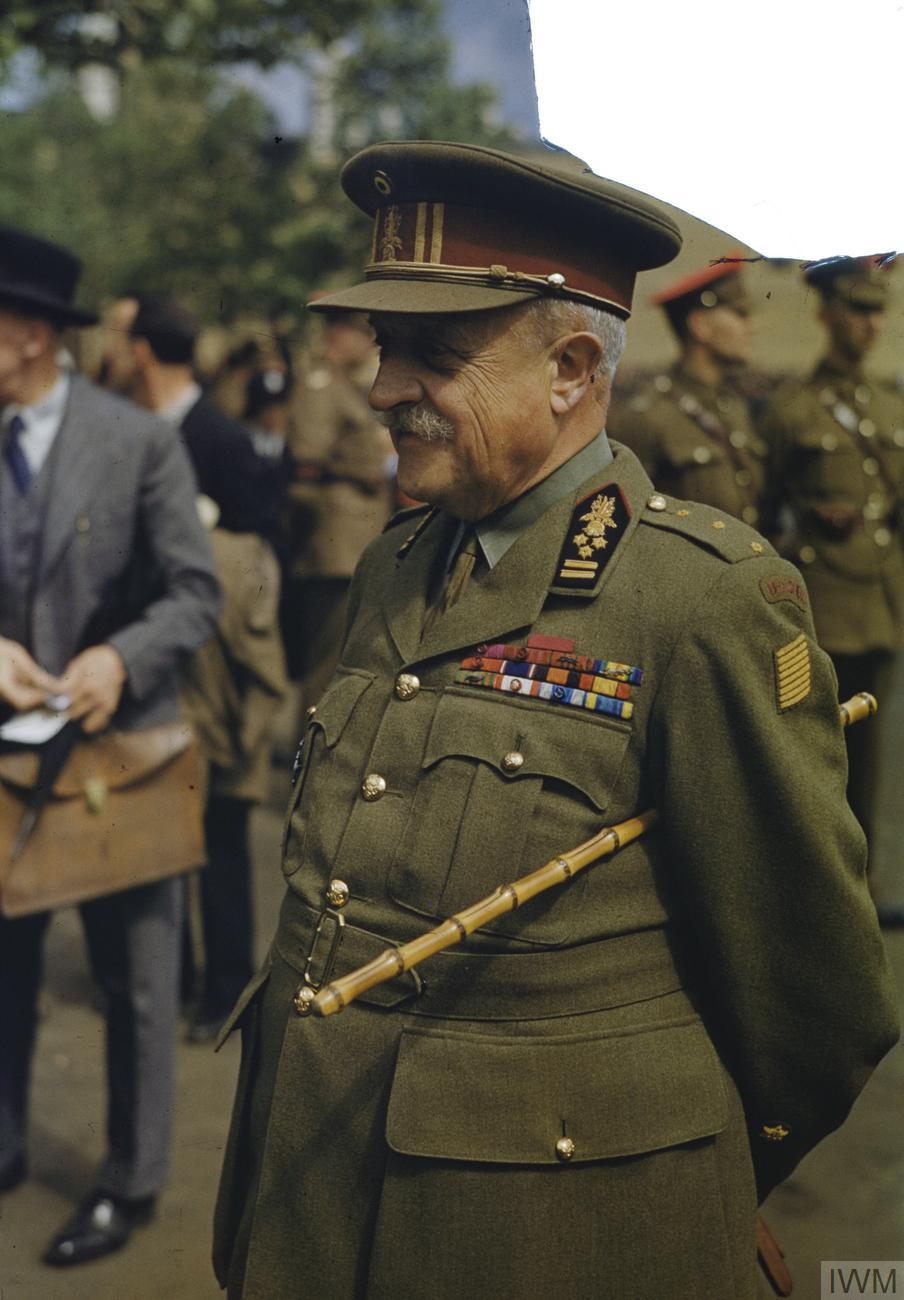
ロンドンのヴィクトル・ヴァン・ストリドンク・ド・ブルケル（1943年）。ヴァン・ストリドンクは1918年の優勢な騎兵攻勢で男爵になっていた。

既にイングランドに住んでいるベルギー人亡命者同様にダイナモ作戦でダンケルクから救出されたベルギー軍とともに亡命政府はウェールズのテンビーにCamp Militaire Belge de Regroupement（CMBR、「ベルギー再編成軍」）創設を承認した。1940年7月までに部隊はベルギー人462人を数え、1940年８月までに約700人に上った。この兵士は8月に第1フュージリア大隊として組織され、政府は司令官としてラウル・ドーフレスヌ・ドゥ・ラ・シュヴァルリーを、新設軍の監察長官としてヴィクトル・ヴァン・ストリドンク・ド・ブルケルを任命した。ベルギー空軍はイギリスの戦いに参加し、ベルギー政府はイギリス海軍におけるベルギー人部隊創設同様にイギリス空軍内にベルギー人だけの飛行中隊2個中隊の創設に向けて後に成功裏に働きかけられた。
戦争の初めの頃は政府と国王の忠義を分ける僅かな緊張が政府と軍の間に存在した。自由ベルギー軍特に1940年から訓練を受けてきた歩兵は、戦えない責任を政府に負わせた。1942年11月、ベルギー兵12名が政府の活動を非難して反乱を起こした。1943年までに軍の王党派の立場は、政府が軍の支援を取り戻すことを認めて軟化した。

### 条約と交渉

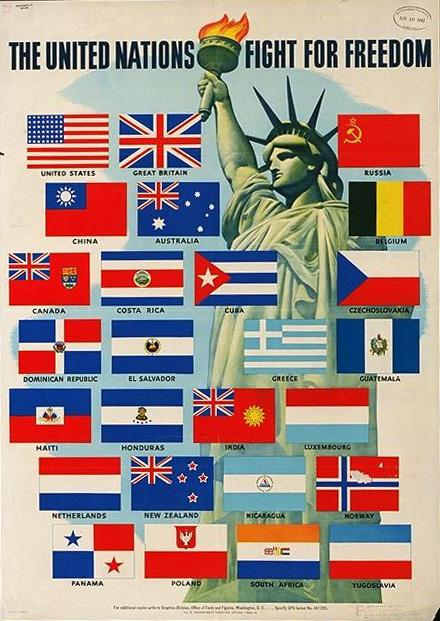
1942年の宣言に署名したベルギーを含む「連合国」の旗を描いたポスター

1941年9月、ベルギー政府は他の亡命政府と共同でロンドンで連合軍が戦後に到達するよう求める共通の目標を示した大西洋憲章に署名した。翌年、政府は1942年1月に他の26か国とともに1945年の国際連合創設の前例をおぜん立てすることになる連合国共同宣言に署名した。
1944年から連合軍は益々戦後ヨーロッパの枠組みに存在する問題に憂慮することになった。これは1944年からの数多の条約や合意を通じて具体化された。1944年7月、カミーユ・ギュットはベルギー政府のために通貨管理のブレトン・ウッズ体制を作るアメリカ合衆国のブレトン・ウッズ会議に出席した。交渉に際してギュットは主要な連合軍の代表の重要な仲介役を果たした。合意を通じて会議がギュットが初代長官を務めることになる国際通貨基金（IMF）も創設する一方でベルギーフランの交換レートは、戦後アメリカ合衆国ドルに連動することになった。
1944年9月、ベルギー、オランダ、ルクセンブルクの亡命政府は、ベネルクス関税同盟結成に関する合意を考案し始めた。合意はベルギー政府が解放後ブリュッセルに戻る直前の1944年9月5日にロンドン関税会議で署名された。ベネルクス関税同盟はベルギーとルクセンブルクの戦前の同盟を大幅に拡張し、後に1958年からのベネルクス経済同盟の基礎を築くことになる。

## 権限
連合軍からの金融支援に専ら頼らざるを得なかった他の多くの亡命政府と違い、ベルギー亡命政府は独立して資金を手に入れられた。かなりの部分でこれはベルギー亡命政府が金の備蓄の殆どを管理できたことによった。これは秘かに海軍トロール船A4に載せて1940年5月にイギリスに移し、重要な資産を提供した。ベルギー政府は連合軍が戦争活動のために頼りにした（天然ゴム(en:Natural rubber)や金、ウランなどの）大量の天然鉱物を輸出するベルギー領コンゴの支配もしていた。
ベルギー政府は自身の機関誌 Moniteur Belge をロンドンから発行した。

## 立場

### レオポルド3世との関係

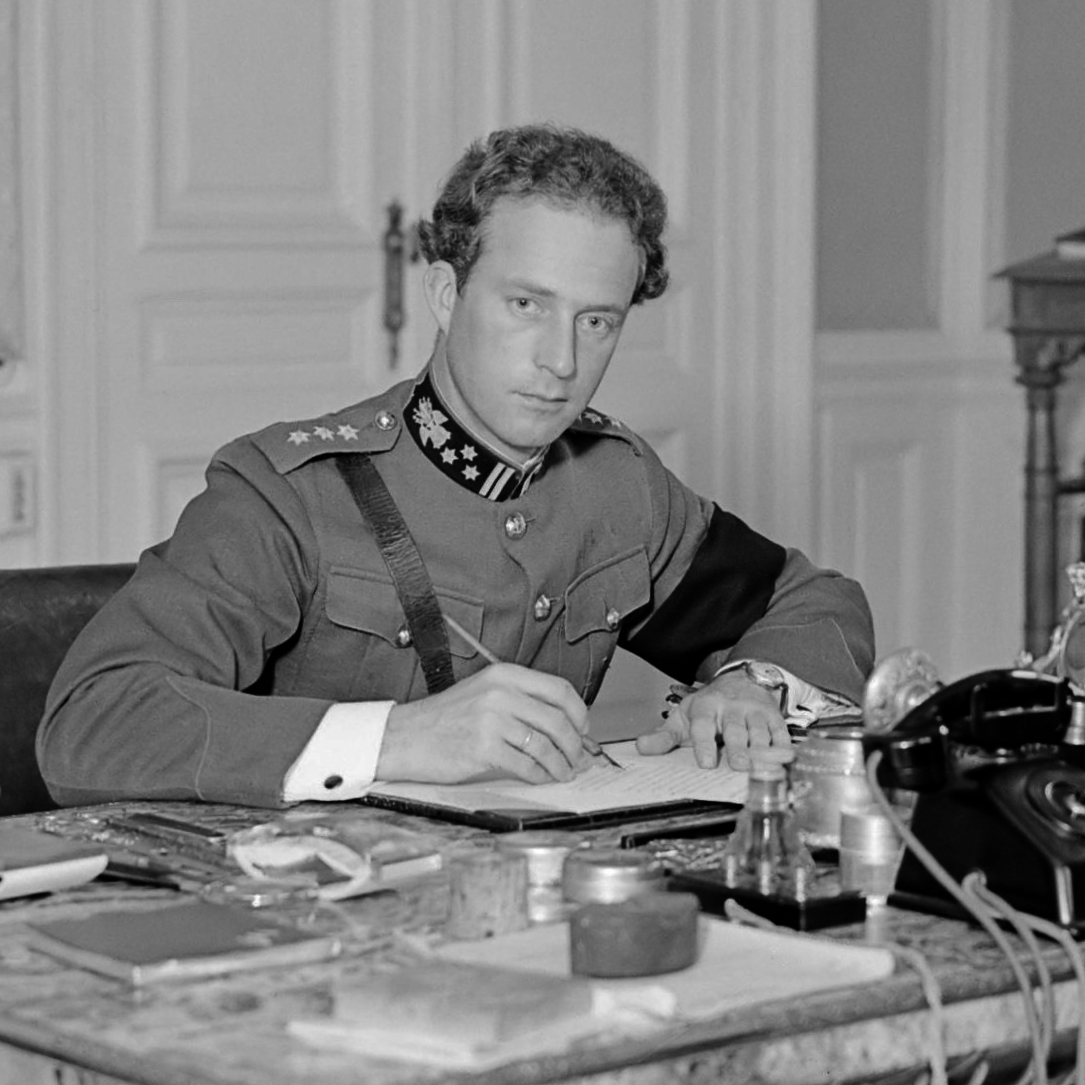
1934年に撮影されたレオポルド3世王は、亡命する政府に従うよりも捕虜としてベルギーに残る道を選択した。

立憲君主制にもかかわらず、ベルギーの国王は、戦前ベルギーにおいて重要な政治的役割を占めていた。閣僚への相談なくドイツに降伏するレオポルド3世の決定は、ベルギー内閣を憤慨させた。国王の明らかな反対は、信頼と正当性を損なった。戦争の初めのころ、国王はロンドンの正式な政権を更に損なうことに務める自由ベルギー軍を含めた多くの人から「政府」の別の形態と見られた。後に戦時中に政府は国王に対してあまり好戦的ではないという立場を変更した。その代わりに当時のベルギーの宣伝は、国王の立場を「殉教者」や捕虜として強調し、占領された国土のように同じ殉難を共有する者として表現した。1941年5月10日（ドイツ侵攻1周年）のラジオ演説で、ピエルロはベルギー人に「捕虜になった国王の周りに結集しよう。殺される国土を体現している。我々がここにいるように王に忠誠を誓おう」と呼び掛けた。
1831年憲法によると、統治能力がないと宣言されれば、ベルギー政府は国王の意思に優先することができた。1940年5月28日、フランス政府の圧力を受けて、強力な法的基盤を与え政府の唯一の公的な源にしながら、フランスのピエルロ政権は、国王は侵略者の支配を受け82条により統治するにふさわしくないと宣言した。しかし政府は共和制を宣言することは拒否した。厳密に言えば国王は公使を受け入れ条約を締結できる唯一の人物であり続けたが、亡命政府は戦争中独自に両方ができた。
ベルギーに戻ると、王政の問題は、議論が続き、解放間もない1944年9月20日、レオポルドの兄弟シャルル・ド・ベルジックは摂政皇太子を宣言した。

### 抵抗運動との関係
ジャスパール＝ユイスマンス政権は1940年のフランスの降伏前にロンドンから占領されたベルギーでの組織された抵抗運動の開始を呼び掛けた。
ロンドンに到着してから正式な政権は、BBCのRadio Belgiqueによる放送である占領されたベルギーに向けたフランス語とオランダ語のラジオ放送に関する管理ができることになった。ラジオ局は抵抗運動を保つのに必須であり、等しく公開され、記者のポール・レヴィの管理下に置かれた。ラジオでのこうした働きの中にニュースリーダーとして働き「勝利に向けたV」キャンペーンを考案したとされる元閣僚ヴィクトル・ド・ラヴレイがいる。
戦争の初めの頃、政府は占領されたベルギーの抵抗運動と接触するのが困難なのに気付いた。1941年5月、秘密軍グループが接触を始めようと試みて隊員を派遣したが、ロンドンに着くのに丸1年かかった。無線交信は1941年後半に簡潔に始まったが、1942年から1943年にかけて非常に断続的に行われた。最大グループ秘密軍との永続的な無線交信は（コードネーム：「スタンリー」）、1944年に始まっただけであった。

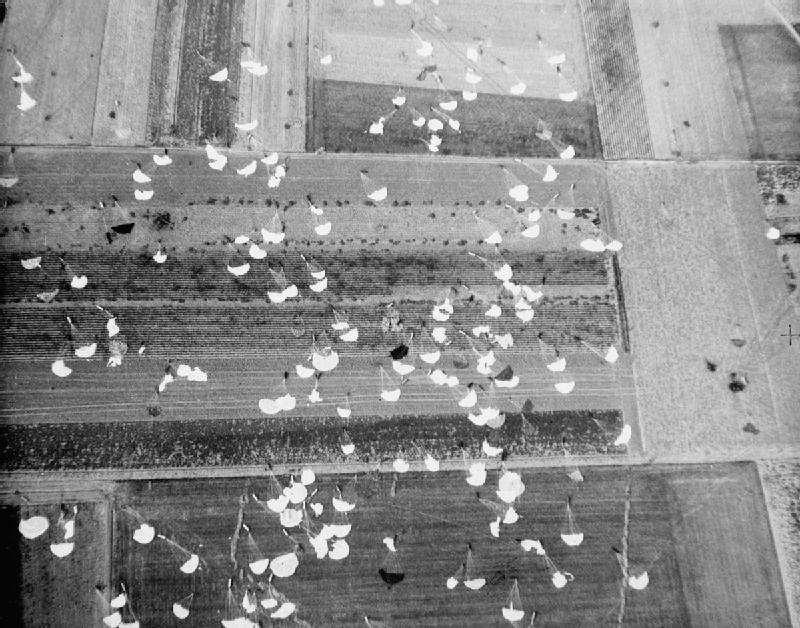
ブリュッセルの北の田園地帯での英軍機による抵抗運動に向けた補給物資

ベルギーの事件から亡命政府が明らかに孤立していたことは、特に政策が樹立された政権と異なる多くの抵抗運動組織が疑いの目で見ていたことを示していた。その中で政府は抵抗運動組織が政府の立場に挑戦し政治的安定に脅威を与えながら解放後に抑制のきかない民兵に転ずることを恐れた。対して抵抗運動は頻繁に亡命政府やイギリスの特殊作戦執行部（SOE）のみが供給できる資金や装備、補給物資に頼っていた。戦争の流れの中で亡命政府は単独でArmée Secrèteに対してパラシュートで投下するか中立国のポルトガルを通じて資金移転をすることで1億2400万～2億4500万フランを提供した。これより少ない額が他の組織に提供された。
亡命政府はレジオン・ベルジュやベルギー国民運動、グループG、独立戦線などの主要な組織の代表から成る「共同委員会」を創設することで1944年5月に抵抗運動との関係を再構築することを企図した。しかし委員会は9月の解放で不要になった。

## ベルギーへの帰国
連合軍は1944年9月1日にベルギーに入城した。9月6日、ウェールズ防衛隊が首都ブリュッセルを解放した。亡命政府は1944年9月8日にブリュッセルに帰還した。通貨供給を制限することで解放されたベルギーの激しいインフレーションを無効にするためにカミーユ・ギュットにより考案された案「ギュット作戦」が大成功をおさめながら実行に移された。
9月26日、ピエルロはブリュッセルに挙国一致内閣（第5次ピエルロ内閣）の新政権を樹立した。新政権にはロンドン時代からの（「4人」の全員などの）閣僚の多くがいたが、初めてベルギー共産党も含んでいた。1944年12月にピエルロは依然首相であったが、三頭政権が樹立された。1945年に1939年以来首相であったが、ピエルロは遂に首相の座を社会主義者アキレ・ヴァン・アッケルに譲った。
亡命政府は結成からベルギーを統治した伝統的な政党が依然存在する最後の政権の一つであった。1945年、POB-BWPは党名をベルギー社会党（PSB-BSP）に変更し、カトリック党はキリスト教社会党（PSC-CVP）になった。

## 参照
1. ↑  Bonney, Richard (2009). Confronting the Nazi war on Christianity: the Kulturkampf Newsletters, 1936–1939. Oxford: Peter Lang. pp. 175–6. ISBN 978-3-03911-904-2
2. ↑  Amersfoort, Herman; Klinkert, Wim (eds.) (2011). Small Powers in the Age of Total War, 1900–1940. Leiden: Brill. pp. 243–4. ISBN 90-04-20321-4
3. ↑  Bailly, Michel (1990年2月2日). “Forces et faiblesses de l'armée belge en 1940 à la veille de la guerre”. Le Soir 2013年1月17日閲覧。
4. 1 2  Various authors (1941). Belgium: The Official Account of What Happened, 1939–40. London: Belgian Ministry of Foreign Affairs. p. 99
5. 1 2 3 4 5 6 7 8 9 10 11 12 13 14 15 16 17  Yapou, Eliezer (2006). “Belgium: Disintegration and Resurrection”. Governments in Exile, 1939–1945. Jerusalem
6. 1 2 3  Wullus-Rudiger, Jacques-Armand (1945). La Belgique et la Crise Européene, 1914–1945. II: 1940–1945. Éd. Berger-Levrault. p. 36. OCLC 004156520
7. 1 2 3  Knight, Thomas J. (March 1969). “Belgium Leaves the War, 1940”. The Journal of Modern History 41 (1):  52. doi:10.1086/240347. JSTOR 1876204.
8. ↑  Geller, Jay Howard (January 1999). “The Role of Military Administration in German-occupied Belgium, 1940–1944”. Journal of Military History 63 (1):  52. doi:10.2307/120335. JSTOR 120335.
9. ↑  Wullus-Rudiger, Jacques-Armand (1945). La Belgique et la Crise Européene, 1914–1945. II: 1940–1945. Éd. Berger-Levrault. p. 37. OCLC 004156520
10. ↑  Laporte, Christian (1994年9月1日). “Quatre ans à Londres: Eaton Square, Petite Belgique”. Le Soir 2013年7月7日閲覧。
11. ↑  “Welcome”.   Embassy of Luxembourg in London. 2013年5月11日閲覧。
12. ↑  “Plaque: Netherlands Government in exile”.   London Remembers. 2013年5月6日閲覧。
13. 1 2  Talmon, Stefan (2001). Recognition of Governments in International Law, with particular reference to Governments in Exile (Reprint. ed.). Oxford: Oxford University Press. p. 130. ISBN 978-0-19-924839-1
14. 1 2 3  Conway, Martin, ed (2001). Europe in Exile: European Exile Communities in Britain 1940–45 (1st ed.). New York: Berghahn. pp. 55–6. ISBN 1-57181-503-1
15. 1 2 3 4 5 6 7 8 9 10 11 12  “Le gouvernement Pierlot IV (1940–1944)”.   Histoire-des-belges.be. 2013年7月14日閲覧。
16. 1 2 3 4  Conway, Martin, ed (2001). Europe in Exile: European Exile Communities in Britain 1940–45 (1st ed.). New York: Berghahn. p. 92. ISBN 1-57181-503-1
17. ↑  “Why Belgium Fights On: Civilisation will Perish if Nazis Win”. The Mercury. (1941年3月13日) 2013年5月7日閲覧。
18. 1 2 3  Wullus-Rudiger, Jacques-Armand (1945). La Belgique et la Crise Européene, 1914–1945. II: 1940–1945. Éd. Berger-Levrault. p. 40. OCLC 004156520
19. 1 2  Conway, Martin, ed (2001). Europe in Exile: European Exile Communities in Britain 1940–45 (1st ed.). New York: Berghahn. p. 61. ISBN 1-57181-503-1
20. ↑  Conway, Martin, ed (2001). Europe in Exile: European Exile Communities in Britain 1940–45 (1st ed.). New York: Berghahn. pp. 57–8. ISBN 1-57181-503-1
21. ↑  Langworth, Richard M. “Feeding the Crocodile: Was Leopold Guilty?”. Churchill Centre. 2013年5月21日時点のオリジナルよりアーカイブ. 2013年1月17日閲覧.
22. ↑  Crang, Jeremy A., Addison, Paul (2011). Listening to Britain: Home Intelligence Reports on Britain's Finest Hour, May–September 1940. London: Vintage. pp. 71; 56. ISBN 0-09-954874-7
23. ↑  Conway, Martin, ed (2001). Europe in Exile: European Exile Communities in Britain 1940–45 (1st ed.). New York: Berghahn. p. 54. ISBN 1-57181-503-1
24. ↑  Conway, Martin, ed (2001). Europe in Exile: European Exile Communities in Britain 1940–45 (1st ed.). New York: Berghahn. p. 60. ISBN 1-57181-503-1
25. ↑  Gerard, Emmanuel; Van Nieuwenhuyse, Karel, eds (2010). Scripta Politica: Politieke Geschiedenis van België in Documenten, 1918–2008 (2nd ed.). Leuven: Acco. pp. 164–5. ISBN 978-90-334-8039-3
26. 1 2  “La Brigade Piron: Création en Grande-Bretagne”.   Brigade-piron.be. 2013年7月1日閲覧。
27. ↑  Thomas, Nigel (1991). Foreign Volunteers of the Allied Forces, 1939–45. London: Osprey. pp. 15–6. ISBN 978-1-85532-136-6
28. ↑  Donnet, Michel (2006). Les Aviateurs Belges dans la Royal Air Force. Brussels: Racine. pp. 104–5. ISBN 978-2-87386-472-9
29. ↑  “Royal Navy Section Belge”.   KLM-MRA. 2013年7月24日閲覧。
30. ↑  Conway, Martin, ed (2001). Europe in Exile: European Exile Communities in Britain 1940–45 (1st ed.). New York: Berghahn. p. 94. ISBN 1-57181-503-1
31. ↑  “Inter-Allied Council Statement on the Principles of the Atlantic Charter: September 24, 1941 [Text]”.  Yale University. 2013年7月13日閲覧。
32. ↑  “Declaration by the United Nations, January 1, 1942 [Text]”.  Yale University. 2013年7月13日閲覧。
33. ↑  Crombois, Jean F. (2011). Camille Gutt and Postwar International Finance. London: Pickering & Chatto. p. 107. ISBN 978-1-84893-058-2
34. ↑  “The Bretton Woods Institutions” (PDF).   National Bank of Belgium. 2013年7月13日閲覧。
35. 1 2  Walsh, Jeremy. “Benelux Economic Union – A New Role for the 21st Century”. Lehigh University 2013年7月13日閲覧。
36. ↑  “Treaty Establishing the Benelux Economic Union (1958)” (PDF). United Nations University. 2011年9月26日時点のオリジナル (PDF)よりアーカイブ. 2013年7月13日閲覧.
37. 1 2  Buyst, Erik (2011年11月). “Camille Gutt and Postwar International Finance”. EH.Net 2013年7月13日閲覧。
38. ↑  Knight, Thomas J. (March 1969). “Belgium Leaves the War, 1940”. The Journal of Modern History 41 (1):  53. doi:10.1086/240347. JSTOR 1876204.
39. ↑  Wullus-Rudiger, Jacques-Armand (1945). La Belgique et la Crise Européene, 1914–1945. II: 1940–1945. Éd. Berger-Levrault. p. 43. OCLC 004156520
40. 1 2  Talmon, Stefan (2001). Recognition of Governments in International Law, with particular reference to Governments in Exile (Reprinted ed.). Oxford: Oxford University Press. pp. 150–1. ISBN 978-0-19-924839-1
41. ↑  Wauters, Arthur (September 1946). “The Return of the Government”. Annals of the American Academy of Political and Social Science 247:  1–4. doi:10.1177/000271624624700102. JSTOR 1025662.
42. ↑  Grosbois, Thierry (1998). Pierlot, 1930–1950. Brussels: Racine. pp. 184–7. ISBN 2-87386-485-0
43. ↑  Gotovitch, José; Aron, Paul, eds (2008). Dictionnaire de la Seconde Guerre Mondiale en Belgique. Brussels: André Versaille éd.. pp. 372–3. ISBN 978-2-87495-001-8
44. 1 2 3 4  De Vidts, Kim (2004). “Belgium: A Small but Significant Resistance Force during World War II” (PDF). MA Thesis. Hawaii Pacific University: 89–90. 2012年5月21日時点のオリジナル (PDF)よりアーカイブ. 2013年7月14日閲覧.
45. ↑  Moore, Bob (ed.) (2000). Resistance in Western Europe (1st ed.). Oxford: Berg. p. 54. ISBN 1-85973-274-7
46. ↑  Moore, Bob (ed.) (2000). Resistance in Western Europe (1st ed.). Oxford: Berg. p. 53. ISBN 1-85973-274-7
47. 1 2  “1944: the Liberation of Brussels”.   Brussels.be. 2015年3月7日時点のオリジナルよりアーカイブ。2013年7月13日閲覧。
48. ↑  Marc, Metdepenningen (1994年9月10日). “L'Opération Gutt était prête en 1943”. Le Soir 2013年7月14日閲覧。
49. ↑  “Le gouvernement Pierlot V (1944)”.   Histoire-des-belges.be. 2013年7月14日閲覧。
50. ↑  “Achille Van Acker”. DiRupo.be. 2013年12月24日時点のオリジナルよりアーカイブ. 2013年7月20日閲覧.
51. ↑  “PSB: Sigle de Parti Socialiste Belge”.   Larousse Online. 2013年7月20日閲覧。
52. ↑  “PSC: Sigle de Parti Sociale Chrétien”.   Larousse Online. 2013年7月20日閲覧。